# جان جان (فیلم ۲۰۲۳)
جان جان (به هندی: Jaane Jaan) یا محبوب (به انگلیسی: Beloved) فیلمی هندی محصول سال ۲۰۲۳ و به کارگردانی سوجوی گوش است. در این فیلم بازیگرانی همچون کارینا کاپور، جایدیپ اهلاوات و ویجی وارما ایفای نقش کرده‌اند.